# FERT (motto)

Piccolo stemma del Regno d'Italia. Il collare della Santissima Annunziata e il motto FERT sono ben evidenti.

FERT è il motto di casa Savoia, della Contea di Savoia, del Ducato di Savoia, del Regno di Sardegna, del Regno d'Italia e del Regno d'Albania sotto occupazione italiana (1939 – 1943), adottato da Amedeo VI (1334 – 1383) e presente nella monetazione in oro e in argento.

## Origine e significato

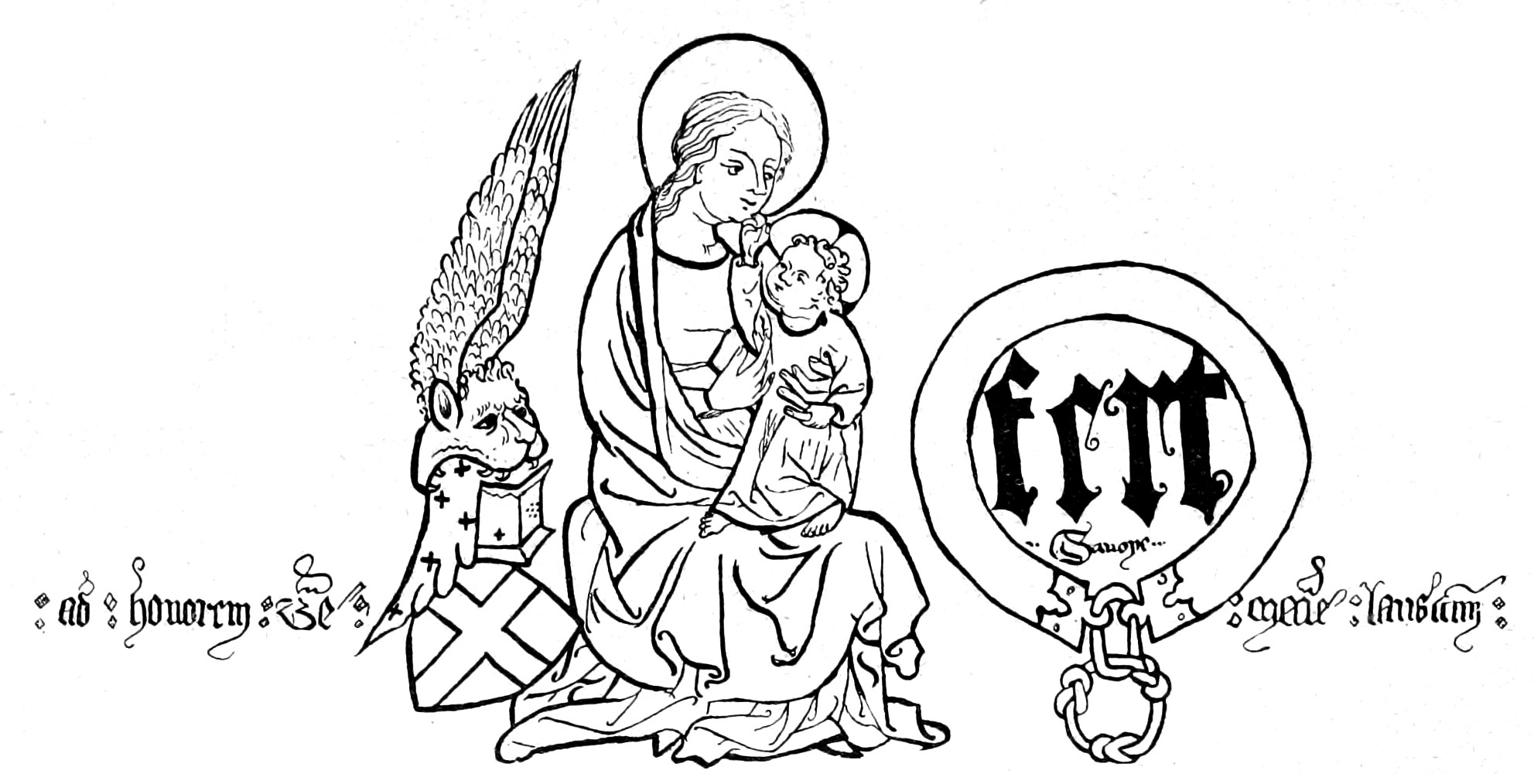
Prima raffigurazione nota del collare con l'insegna Fert (da un documento del 1382)

Il motto comparve per la prima volta nel 1364 sul collare dell'Ordine del Collare, un ordine cavalleresco fondato da Amedeo VI di Savoia nel 1364 in occasione di un torneo tenutosi a Chambéry; Amedeo VI vi avrebbe partecipato insieme ai 14 altri cavalieri, indossando un collare descritto dalle cronache come un «collare da levriero» con la legenda FERT.
Successivamente l'Ordine del Collare, sotto Carlo II di Savoia (1486 - 1553), divenne l'Ordine della Santissima Annunziata, con carattere religioso-militare. Nel corso degli anni molte sono state le interpretazioni di questo motto (evidentemente né Amedeo VI di Savoia né Vittorio Amedeo II né Carlo II hanno lasciato alcun documento ufficiale che attesti inequivocabilmente le loro intenzioni). Secondo alcuni studiosi, essendosi perso il significato originario, sarebbe ormai impossibile risalirvi.
Ecco un elenco delle interpretazioni più note:
- La versione che ebbe negli anni passati più successo fu quella che riteneva il FERT sigla di Fortitudo Eius Rhodum Tenuit (in latino La sua forza preservò Rodi). Questa versione, riportata dal letterato cinquecentesco Francesco Sansovino e da alcune cronache manoscritte, si riferirebbe a un episodio leggendario secondo cui un Amedeo di Savoia si recò a Rodi per liberarla dall'assedio dei turchi, riuscendo nell'impresa. Alcune cronache accreditano l'impresa ad Amedeo IV, altre ad Amedeo V, attribuendo anche a quest'ultimo un fatto d'arme avvenuto ad Acri. In realtà l'isola passò ai Cavalieri Ospitalieri, che la tolsero ai bizantini, due secoli dopo gli eventi narrati, e inoltre nessun conte di Savoia si recò mai a Rodi, per cui tutto il racconto non ha base storica.[4] Oltretutto questa impresa non viene neanche citata negli statuti originali dell'Ordine dell'Annunziata, che certo vi avrebbero fatto cenno se realmente accaduta.[5] Questa versione è descritta come l'interpretazione più diffusa anche nell'Enciclopedia italiana, anche se il racconto storico sarebbe solo una leggenda, volta a nobilitare Casa Savoia;[6] è riportata anche come unica spiegazione del motto nell'Enciclopedia linguistica Garzanti.[7]
- Fert, terza persona singolare del presente indicativo del verbo irregolare latino fero, fers, tuli, latum, ferre, che nella sua accezione più ampia significa "portare", ma di cui esiste pure un'accezione con il significato italiano di "sopportare", il che farebbe pensare a un'esortazione ai membri della famiglia e ai successori ad affrontare le vicissitudini cui è sottoposta una Casa regnante con spirito di sopportazione. Questa interpretazione è coerente con lo spirito dell'Ordine Cavalleresco del Collare, il cui motto iniziale fu proprio FERT che, unito al nodo di Savoia, stava a indicare la devozione mariana, che era uno dei tratti principali di quello che diverrà l'Ordine religioso-militare della SS. Annunziata, infatti i suoi membri erano esortati a sopportare le prove in onore e devozione alla Santissima Annunziata. Questa tesi fu sostenuta da Luigi Cibrario, mentre Dino Muratori sosteneva che il motto inizialmente non avesse legami con l'ordine, potendo essere stato anche anteriore ad esso, ma sempre legato al nodo.[8] Recenti indagini sulle origini dell'ordine hanno permesso di spiegare il motto in modo diverso da quello tradizionale. L'ordine ebbe, al suo inizio, carattere cavalleresco-amoroso, e ne erano prova le insegne: il collare da cane, chiuso da un anello, da cui pendeva un viluppo di tre lacci d'amore, cioè il cavaliere incatenato alla sua dama per mezzo dei lacci d'amore è ad essa fedele come un cane verso il suo padrone e "sopporta" (fert) per lei ogni pena. Solo in seguito, quando l'Ordine assunse un carattere religioso-militare, il motto, come d'altronde tutto quel che si riferiva all'ordine, ricevette una diversa interpretazione. Altra opinione è che FERT significherebbe “porta il vincolo della fede e della soggezione a Maria”, da collegare al forte legame della Corona alla devozione mariana.[9]
- Il Padiglione, con spiegazione un poco differente, riteneva «che il FERT non altro significato avesse, che Fortitudo, Fortezza, essendo il FERT accorciamento di Fertè, antica parola che significa Forteresse, come con un linguaggio antiquato dicevasi la parola, che oggi dicesi Fermeté, cioè Fortezza».[10]

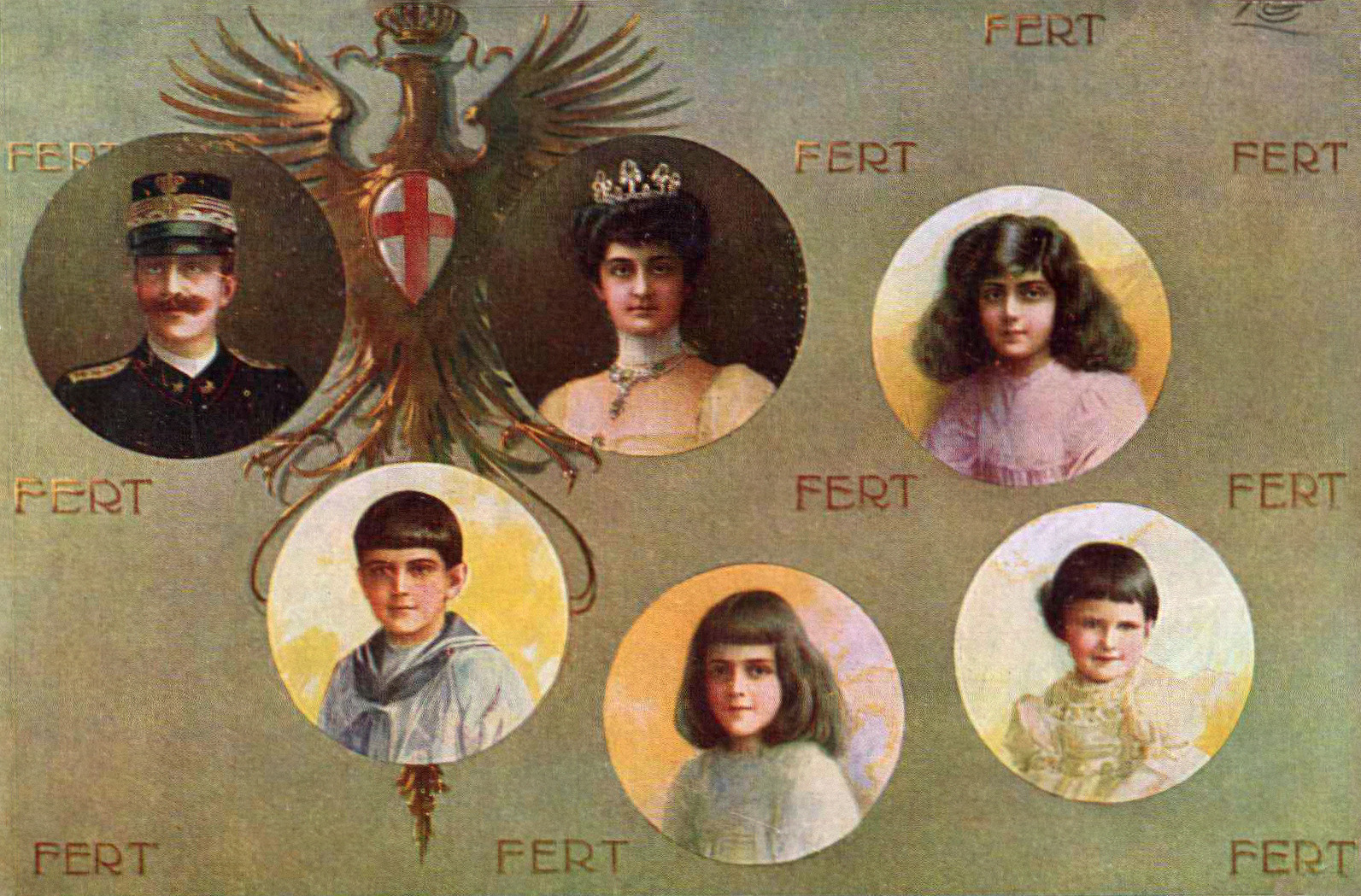
Vittorio Emanuele III con la famiglia in una cartolina del 1915; sullo sfondo il motto FERT ricorre più volte

Le altre interpretazioni lo vedono come acronimo:
- Fortitudo Et Robur Taurinensis (Forza e robustezza torinese). Quest'acronimo ha tuttavia il difetto che in latino fortitudo e robur (= quercia, antonomasia di forza e/o robustezza) sono pressoché sinonimi. Il riferimento a Torino attesterebbe il definitivo attaccamento della Casa Savoia alla città di Torino (ma non si deve dimenticare che le origini della Casa sono oltralpe).
- Fors Eius Romam Tenuabit (La sua forza distruggerà Roma). Questo acronimo può essere riferito ad un episodio accaduto ai princìpi della nobilitazione della casa Savoia, quando il leggendario Umberto detto "il Biancamano" si vide costretto a ricevere l'investitura feudale dall'imperatore del Sacro romano Impero a seguito del rifiuto della Santa Sede. Trattasi di un'interpretazione fornita da alcuni studiosi dell'italica casata; questo motto è però patrocinio di una potente loggia massonica in funzione anticlericale.
- Foedere Et Religione Tenemur (Siamo vincolati da un patto e dalla religione).
- Fides Est Regni Tutela (La fede è la protezione del Regno).

Secondo queste due ultime interpretazioni, la Casa Savoia si dichiarerebbe sostenitrice della religione, con evidente riferimento alla teoria secondo la quale il diritto al potere terreno del Re proviene dalla volontà divina. 
Per un diverso orientamento, l'acronimo significherebbe Frappez, Entrez, Rompez Tout (Battete, Entrate, Rompete tutto).
Alcuni hanno anche ipotizzato che si tratti di un riferimento a una moneta, il Ferto.

## Curiosità
Un'accezione satirica del motto recita: Fœmina Erit Ruina Tua (La donna sarà la tua rovina). Con questo sviluppo dell'acronimo, un anonimo Pasquino torinese volle probabilmente far riferimento al matrimonio morganatico di Vittorio Amedeo II, vedovo di Anna d'Orlèans, con l'antica fiamma Anna Canalis di Cumiana, vedova del Conte Novarina, divenuta Marchesa di Spigno. In effetti questa signora deve aver giocato un ruolo non proprio secondario nei guai di Vittorio Amedeo II se, dopo il tentativo di quest'ultimo di revocare l'abdicazione a favore del figlio Carlo Emanuele III, avvenuta un anno prima circa (3 settembre 1730), e di reinsediarsi sul trono, venne arrestata, separata dal marito e rinchiusa in un carcere per prostitute in quel di Ceva. Solo due mesi dopo le fu permesso di tornare presso il marito, quasi prigioniero nel castello di Moncalieri ove il 30 ottobre 1732 morì. La marchesa di Spigno si ritirò quindi in convento.

## Utilizzi del motto in stemmi e bandiere

Grande stemma del Regno d'Italia (1870-1890)
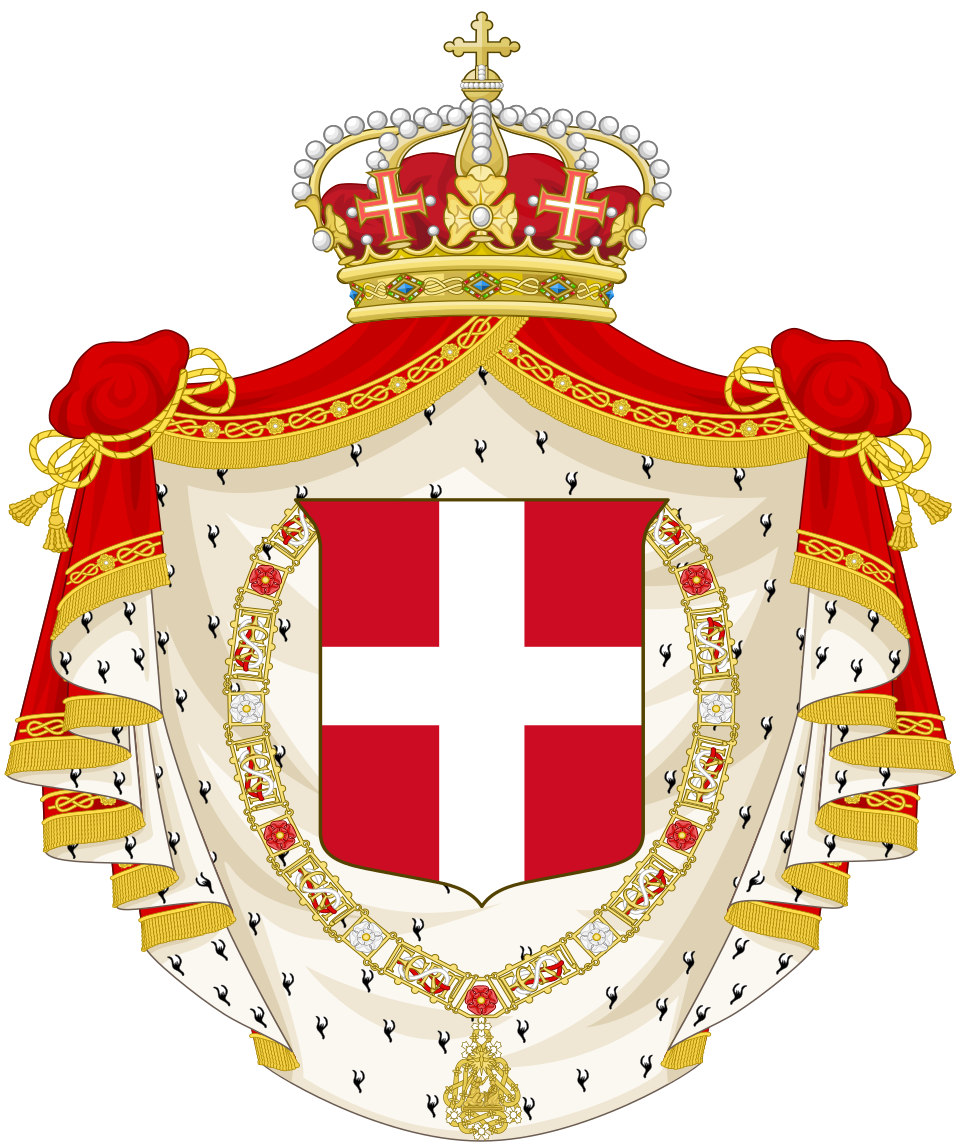
Piccolo stemma stemma del Regno d'Italia (1890-1927) (1944-1946) e del Re d'Italia (1890-1946)
Piccolo stemma stemma del Regno d'Italia, versione senza ornamenti (1890-1927) (1944-1946)
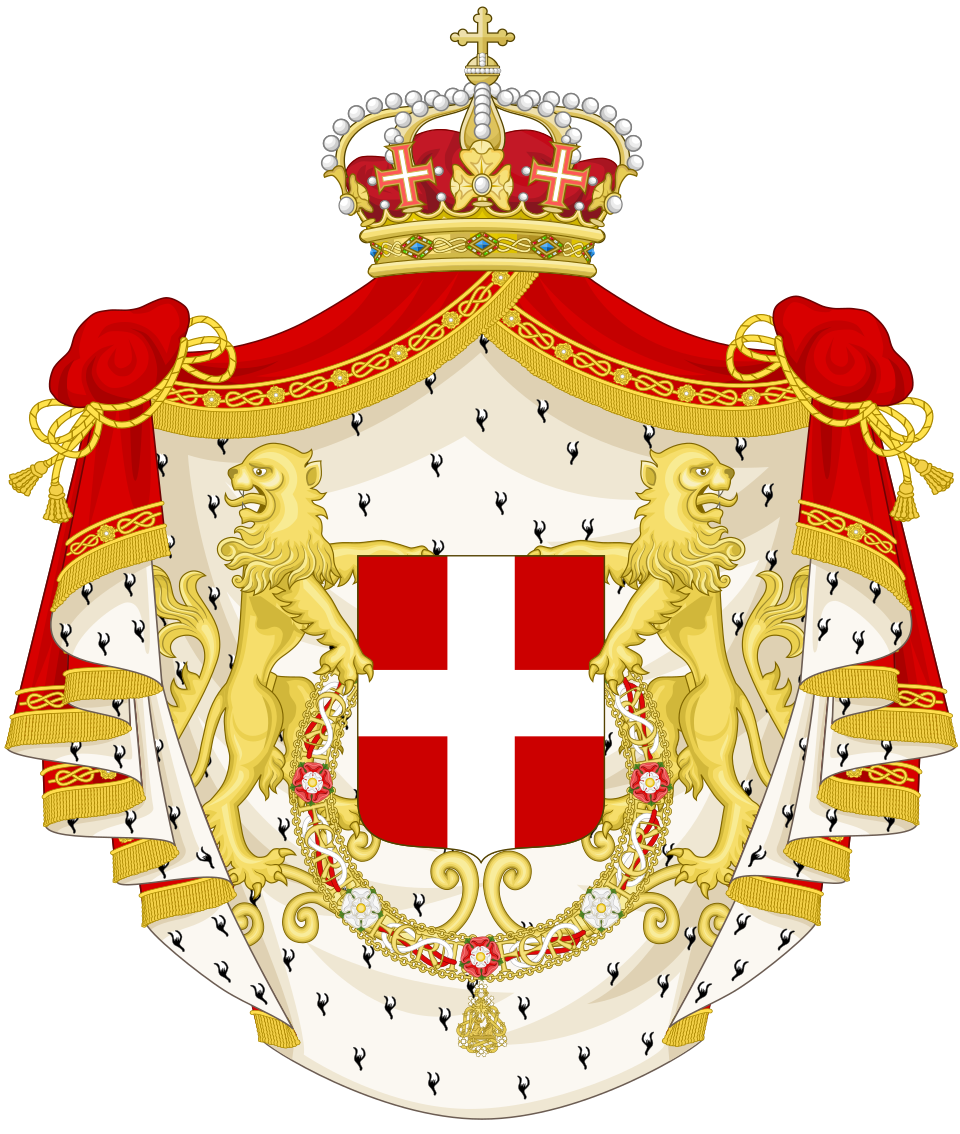
Medio stemma del Regno d'Italia, versione senza elmo e corona ferrea (1890-1927) (1944-1946) e del Re d'Italia (1890-1946)
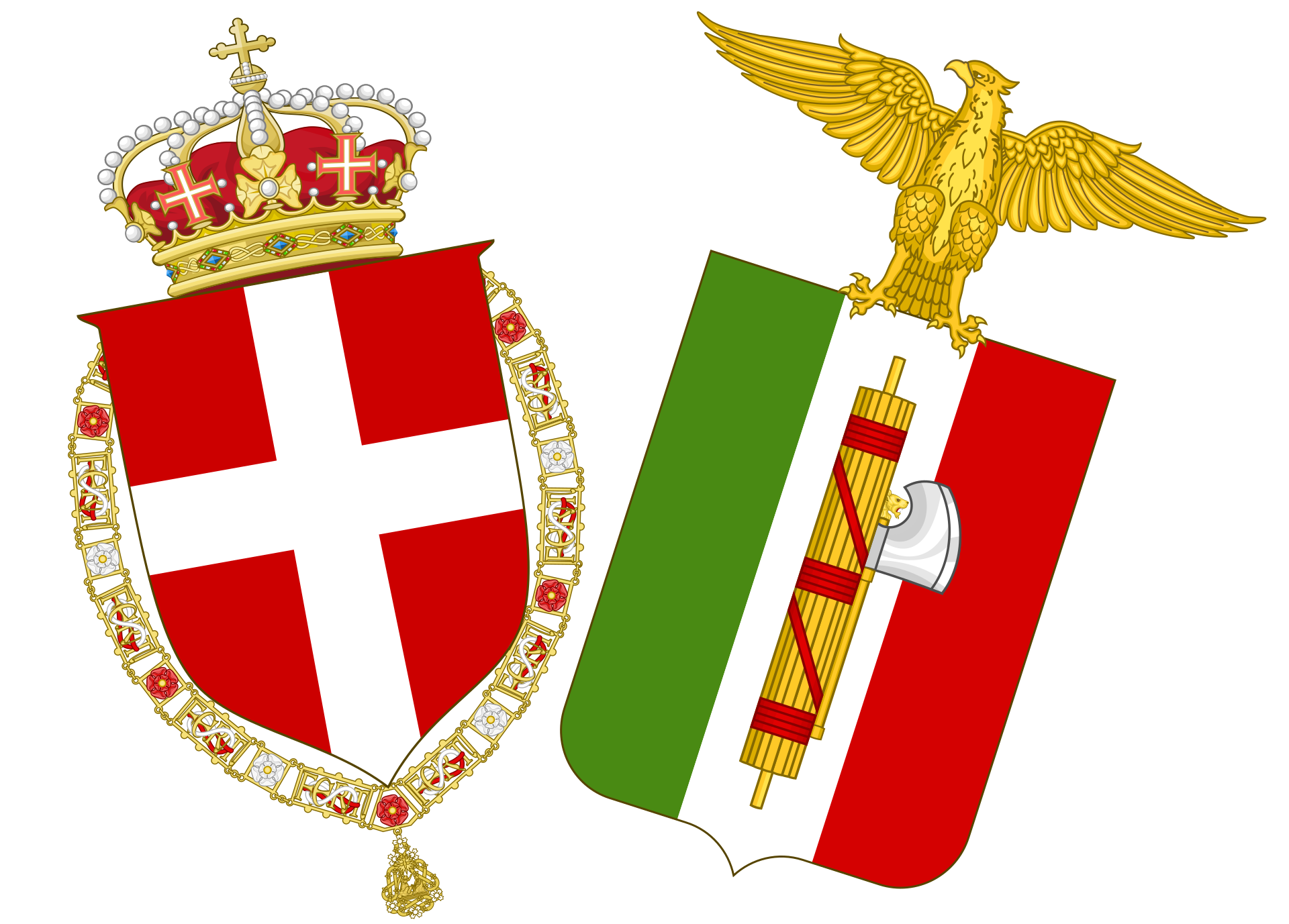
Piccolo stemma del Regno d'Italia (1927-1929)
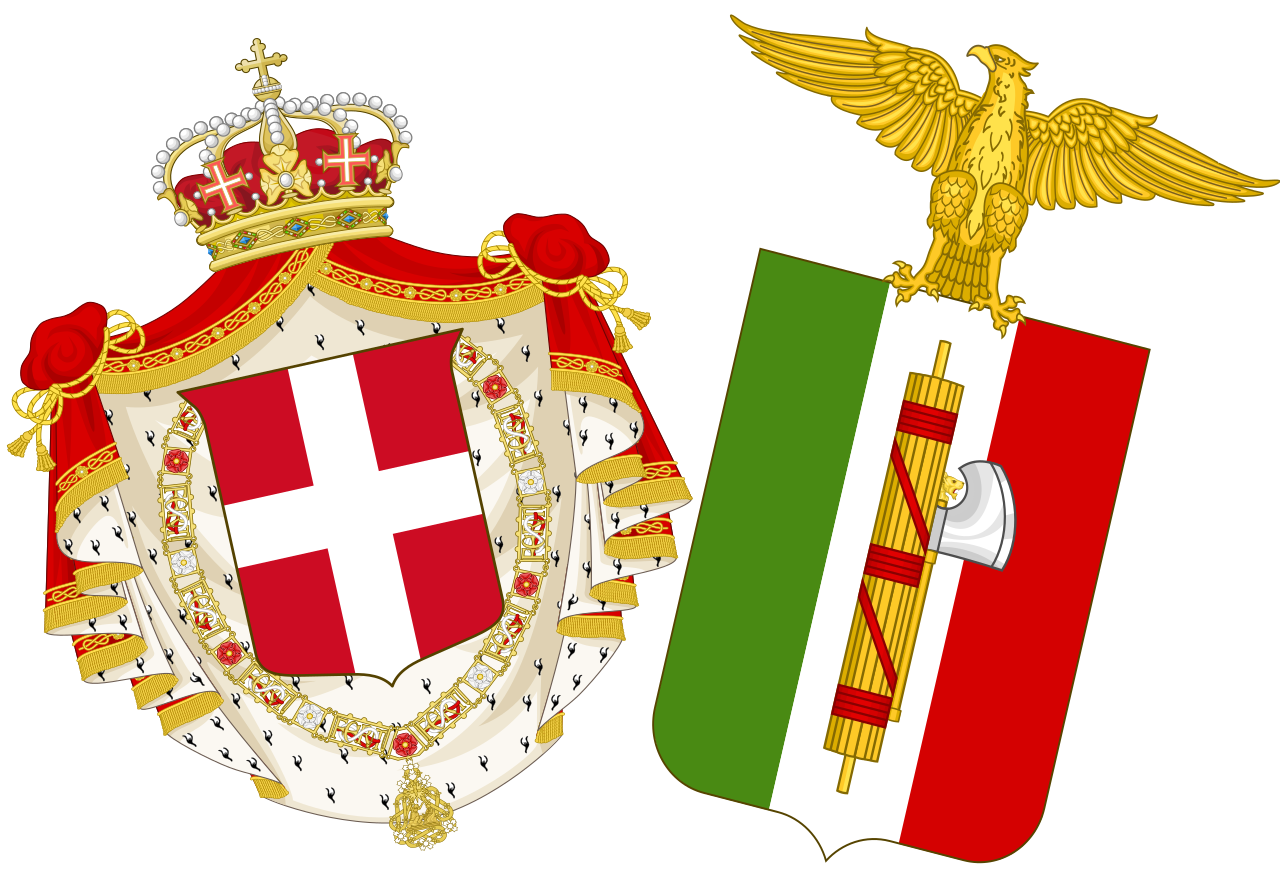
Medio stemma del Regno d'Italia (1927-1929)
Piccolo stemma del Regno d'Italia (1929-1944)
Grande stemma del Regno d'Italia (1929-1944)
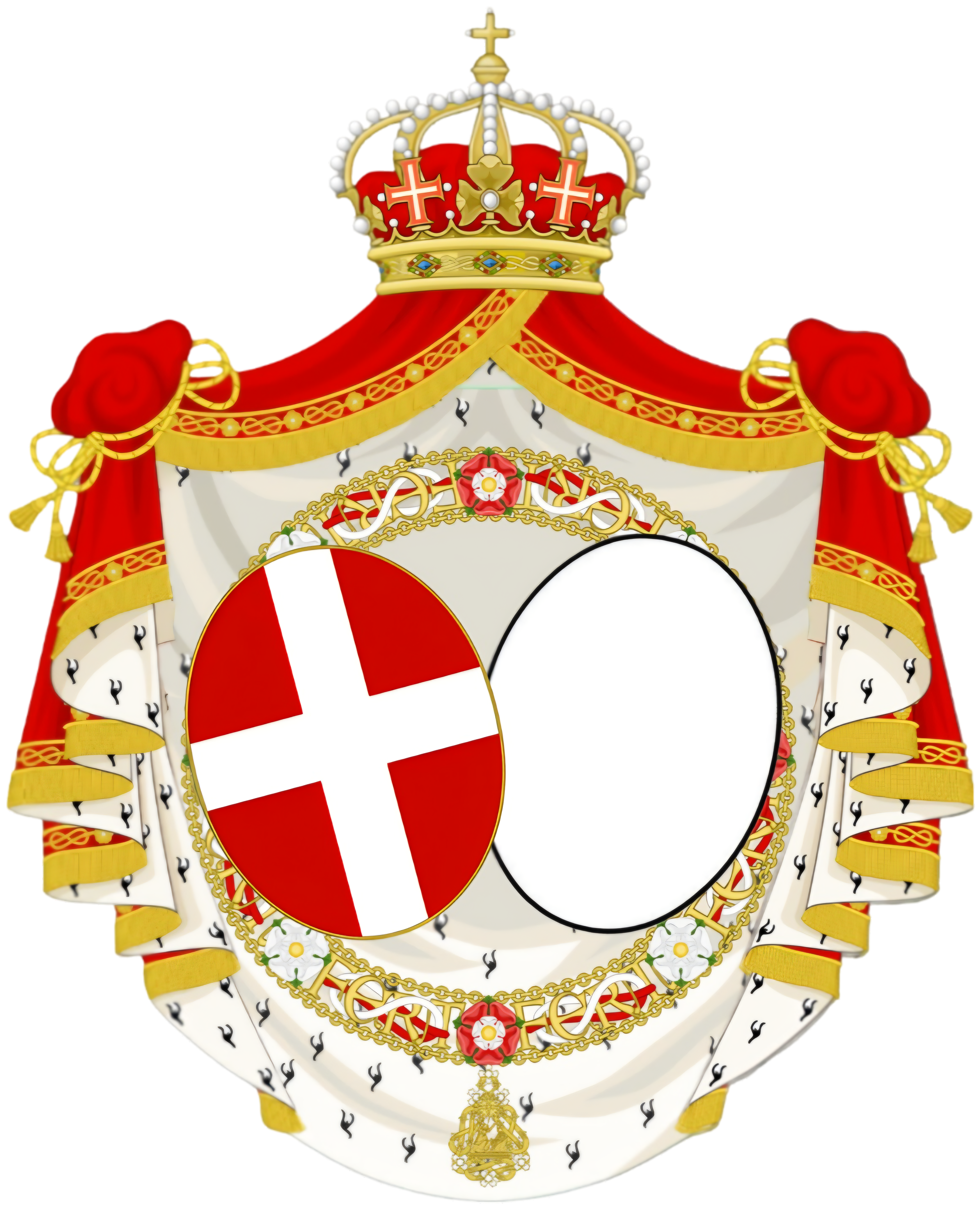
Stemma della regina reggente (mai entrato in uso)
Stemma dell'Africa Orientale Italiana (1939-1947)
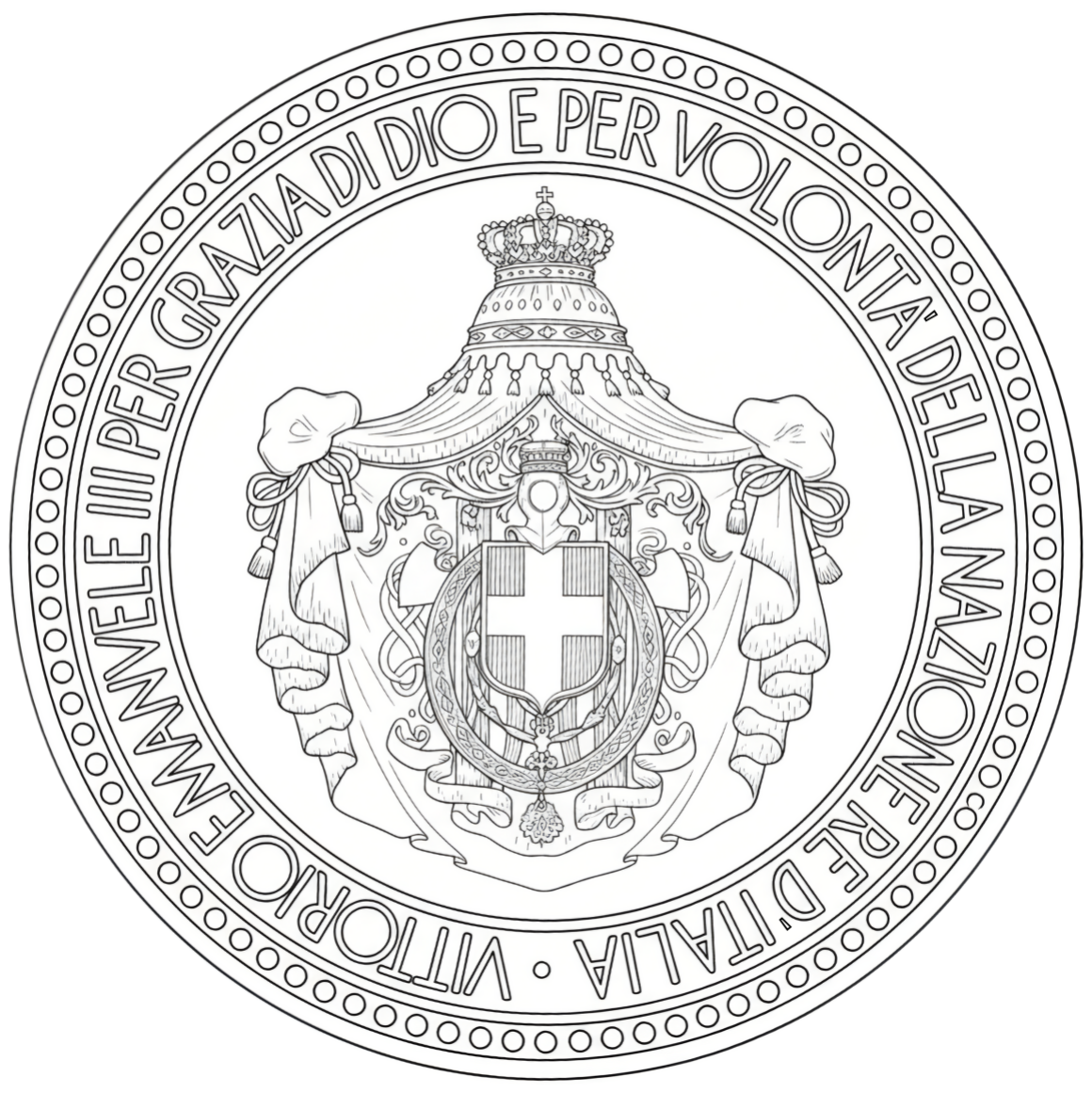
Gran sigillo del Regno d'Italia (1929-1939)
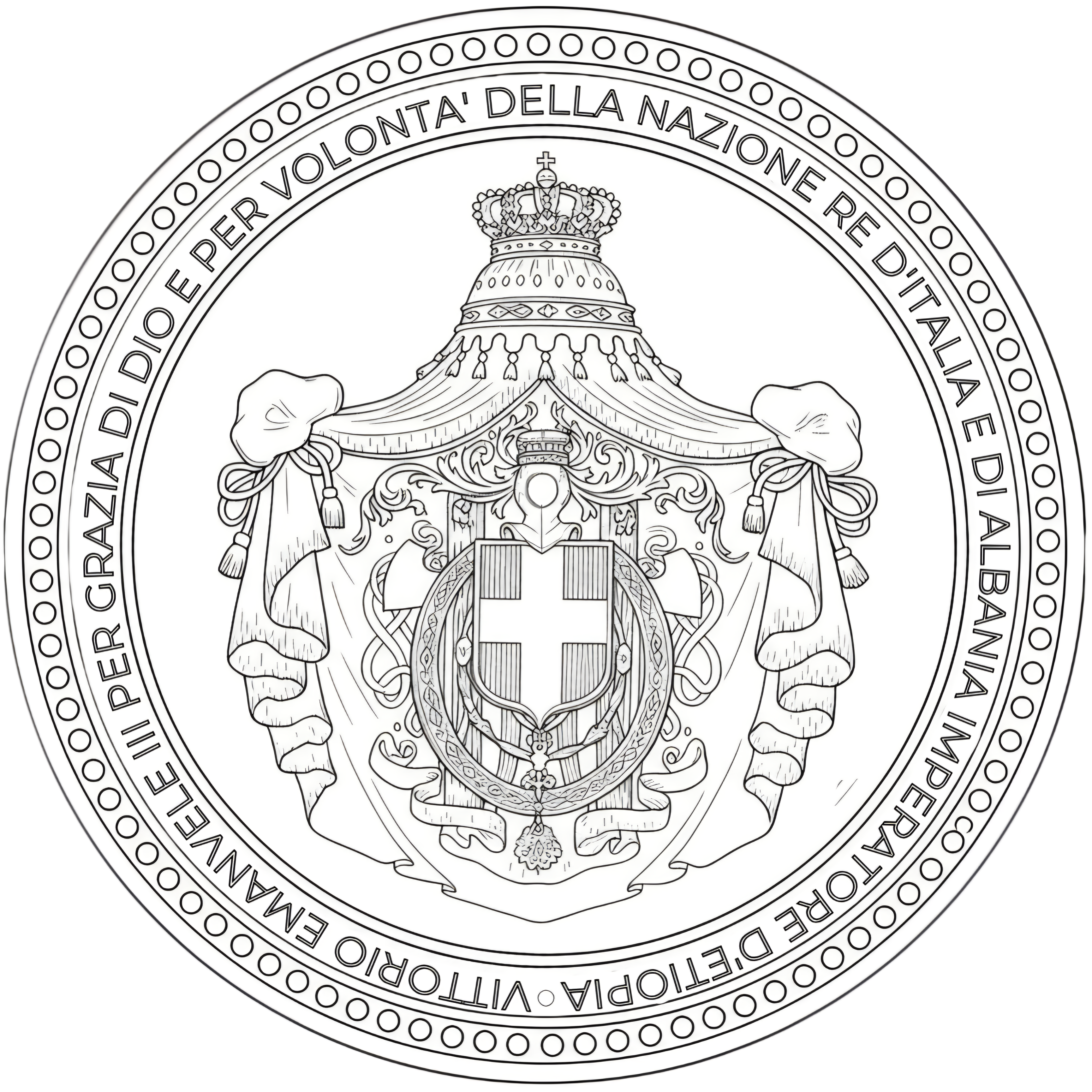
Gran sigillo del Regno d'Italia (1939-1944)
Distintivo di specialità degli Arditi (1917-1920)
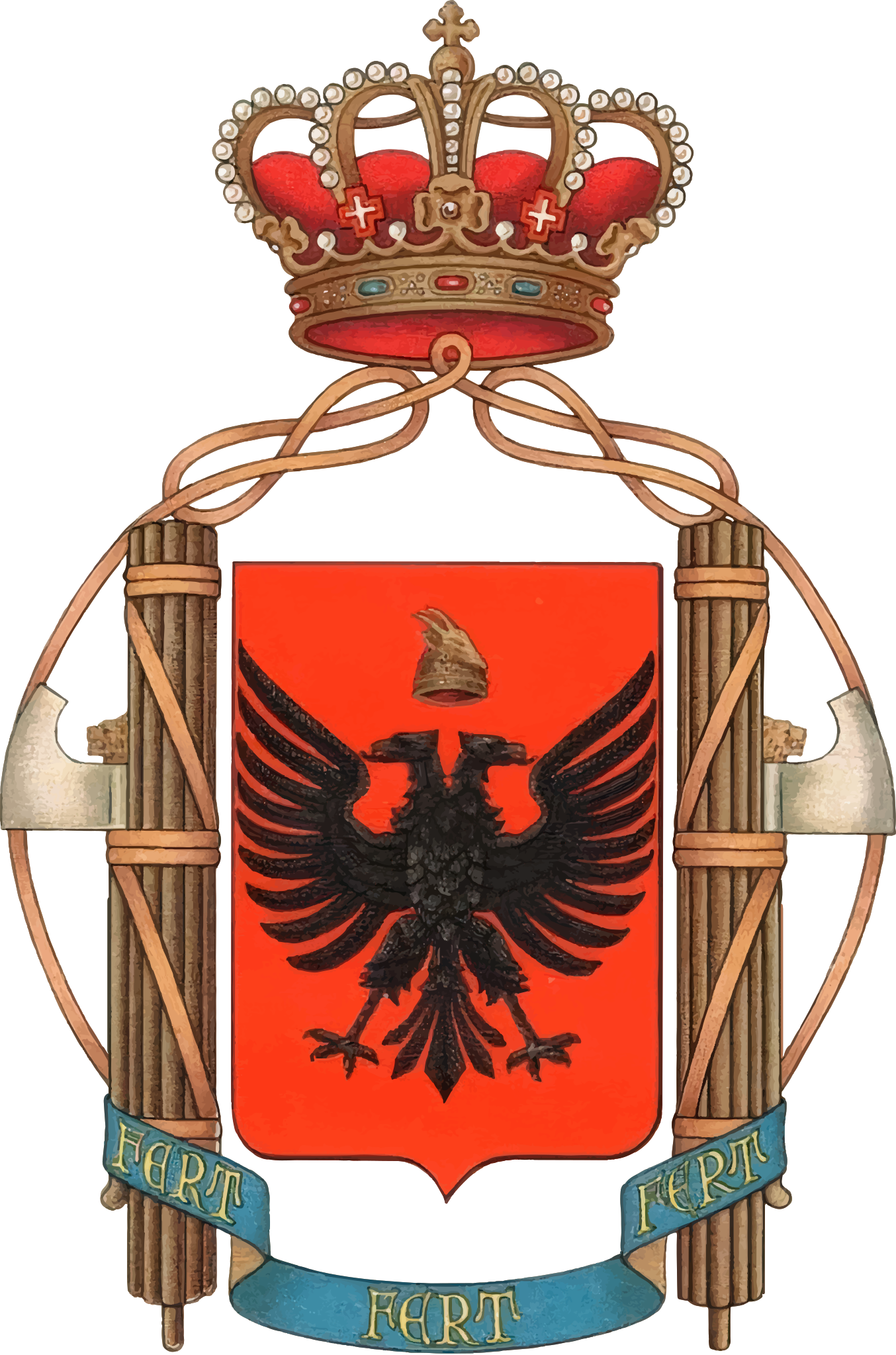
Piccolo stemma del Regno d'Albania, in unione personale con il Regno d'Italia sotto Vittorio Emanuele III (1939-1943)
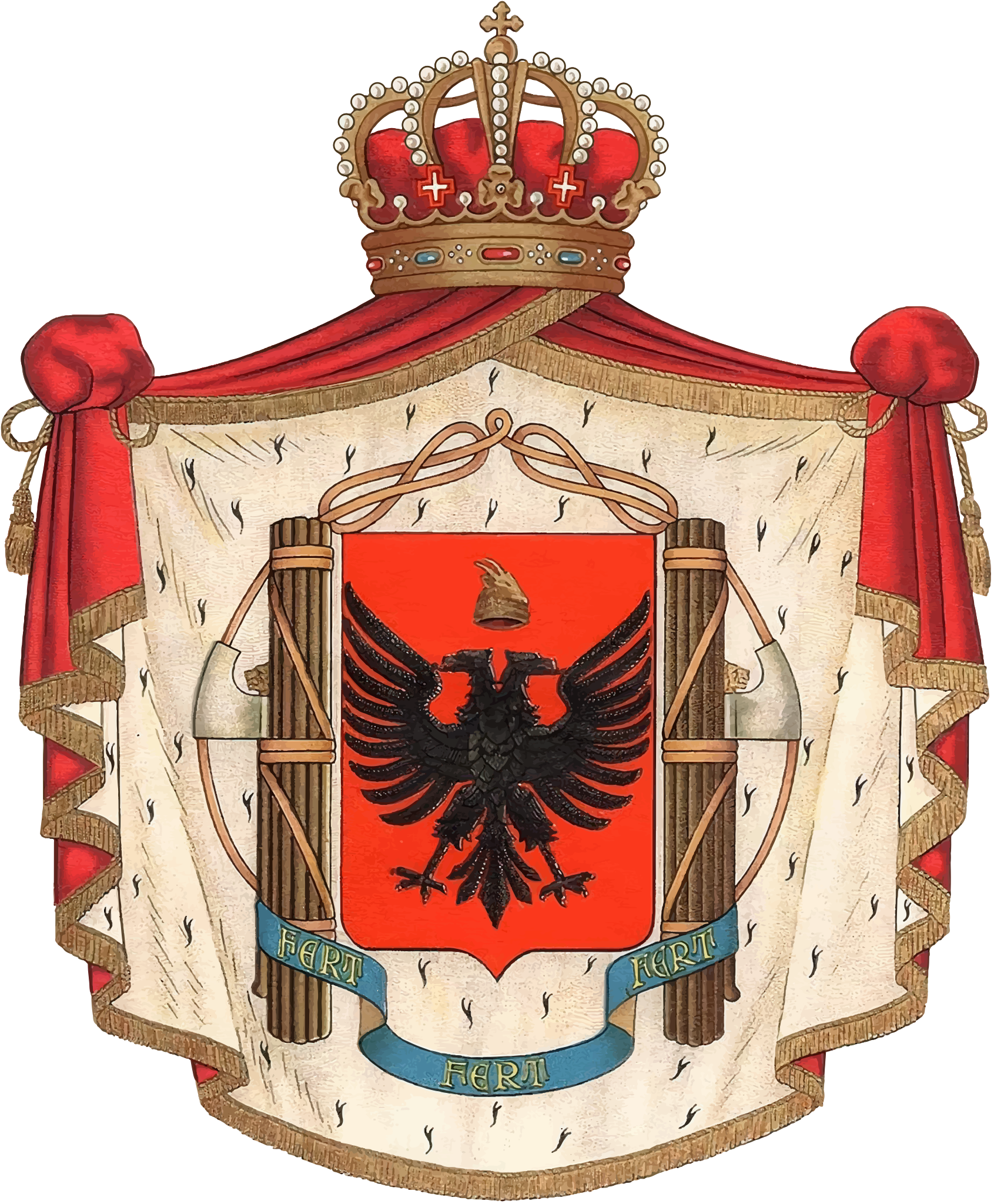
Grande stemma del Regno d'Albania, in unione personale con il Regno d'Italia sotto Vittorio Emanuele III (1939-1943)
Bandiera del Regno d'Albania, in unione personale con il Regno d'Italia sotto Vittorio Emanuele III (1939-1943)
Bandiera del Regno d'Albania, in unione personale con il Regno d'Italia sotto Vittorio Emanuele III, versione incoronata (1939-1943)

- Piccolo stemma stemma del Regno d'Italia, versione senza ornamenti
(1890-1927)
(1944-1946)
- Medio stemma del Regno d'Italia, versione senza elmo e corona ferrea
(1890-1927)
(1944-1946)
 e del Re d'Italia
(1890-1946)
- Piccolo stemma del Regno d'Italia
(1927-1929)
- Medio stemma del Regno d'Italia
(1927-1929)
- Piccolo stemma del Regno d'Italia
(1929-1944)
- Grande stemma del Regno d'Italia
(1929-1944)
- Stemma della regina reggente
(mai entrato in uso)
- Stemma dell'Africa Orientale Italiana
(1939-1947)
- Gran sigillo del Regno d'Italia
(1929-1939)
- Gran sigillo del Regno d'Italia
(1939-1944)
- Distintivo di specialità degli Arditi
(1917-1920)
- Piccolo stemma del Regno d'Albania, in unione personale con il Regno d'Italia sotto Vittorio Emanuele III
(1939-1943)
- Grande stemma del Regno d'Albania, in unione personale con il Regno d'Italia sotto Vittorio Emanuele III
(1939-1943)
- Bandiera del Regno d'Albania, in unione personale con il Regno d'Italia sotto Vittorio Emanuele III
(1939-1943)
- Bandiera del Regno d'Albania, in unione personale con il Regno d'Italia sotto Vittorio Emanuele III, versione incoronata
(1939-1943)